# نوماشيا

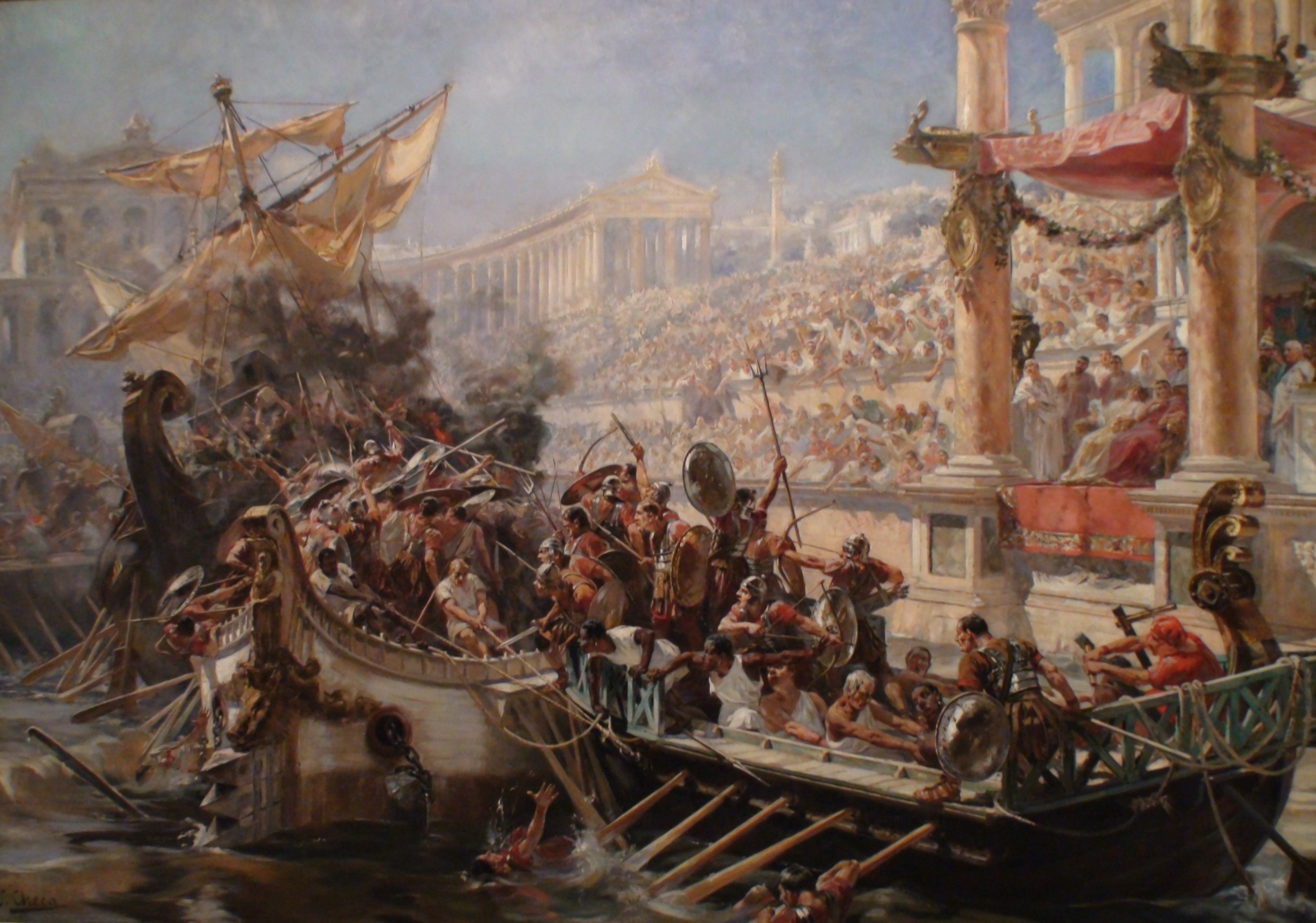
لوحة فنية خيالية تظهر بعض تفاصيل نوماشيا. بواسطة الرسام Ulpiano Checa وتم عرضها لأول مرة سنة 1894م.

نوماشيا (باللاتينية: Naumachia) (بالإغريقية: ναυμαχία) وهي كلمة لاتينية تعني «قتال البحرية» أو «معارك البحر».

## التاريخ
في روما القديمة وتحديدا في عصر يوليوس قيصر سنة 46 قبل الميلاد تم ابتداء عملية بناء هذه الأعجوبة فوق أرض تكثر فيها عيون الماء التي تنبع خلال فصل الربيع ويشكل المبنى خزان يبلغ طوله مايزيد عن 400 متراً بعرض 200 متراً كان معداً للمباريات التي تمثل فيها معارك بحرية بواسطة القوارب وغير ذلك من الألعاب المائية. وتتألف جدرانه الظاهرة من خمس طبقات من حجد البازلت يتراوح ارتفاعها بين ثلاثة وخمسة امتار تقريباً.